# Mars (Familienname)
Mars ist ein Familienname.

## Namensträger
- Alexandre Mars (* 1974), französischer Manager
- Bénigne Dauvergne de Saint-Mars (1626–1708), französischer Soldat und Gefängnisdirektor
- Betty Mars (Yvette Baheux; 1944–1989), französische Sängerin und Schauspielerin
- Bruno Mars (eigentlich Peter Gene Hernandez; * 1985), US-amerikanischer Musiker
- Charlotte Mars, australische Filmregisseurin, -produzentin und Drehbuchautorin
- Dwayne Mars (* 1989), barbadischer Fußballspieler
- Frank C. Mars (1883–1934), US-amerikanischer Erfinder und Unternehmer
- Forrest Mars senior (1904–1999), amerikanischer Industrieller
- Forrest Mars, Jr. (1931–2016), US-amerikanischer Unternehmer
- Henri Coiffier de Ruzé, Marquis de Cinq-Mars (1620–1642), französischer Höfling
- Jacqueline Mars (* 1939), US-amerikanische Unternehmerin
- Jacques Cinq-Mars (1942–2021), kanadischer Archäologe
- Jean Price-Mars (1876–1969), haïtianischer Mediziner, Ethnologe, Diplomat, Politiker, Pädagoge und Schriftsteller
- John Mars (Wirtschaftswissenschaftler) (1898–1985), österreichischer Wirtschaftswissenschaftler
- John Mars (Maler) (* 1953), kanadischer Maler und Musiker
- John Franklyn Mars (* 1935), US-amerikanischer Unternehmer
- Johnny Mars (* 1942), US-amerikanischer Bluesmusiker
- Juliette Mars (* 20. Jh.), französische Opernsängerin (Mezzosopran)
- Kenneth Mars (1935–2011), US-amerikanischer Schauspieler und Synchronsprecher
- Kettly Mars (* 1958), haitianische Schriftstellerin
- Laurent Mars (* 1985), belgischer Radrennfahrer
- Louis Mars (1906–2000), haitianischer Psychiater, Diplomat und Politiker
- Lina van de Mars (* 1979), deutsche Moderatorin und Musikerin
- Mademoiselle Mars (Anne-Françoise-Hippolyte Boutet; 1779–1847), französische Schauspielerin
- Marius Mars-Vallet (?–1957), französischer Bildhauer
- Mela Mars (1882–1919), österreichische Schauspielerin und Sängerin
- Mick Mars (* 1951), US-amerikanischer Rockgitarrist
- Natalie Mars (* 1984), US-amerikanische transsexuelle Pornodarstellerin
- Roman Mars (* 1974), US-amerikanischer Podcaster
- Tommy Mars (Thomas Mariano; * 1951), US-amerikanischer Pianist und Keyboarder
- Vesa Mars (* 1961), finnischer Fußballspieler